# Vuelta a España 2023/11. Etappe
Die 11. Etappe der Vuelta a España 2023 fand am 6. September 2023 statt und bildete die vierte Bergankunft der 78. Austragung des spanischen Etappenrennens. Die Strecke führte von Lerma über 163,2 Kilometer zur Laguna Negra de Urbión, die auf einer Höhe von 1730 Metern liegt. Nach der Zielankunft hatten die Fahrer insgesamt 1648,3 Kilometer absolviert, was 52,2 % der Gesamtdistanz der Rundfahrt entspricht.
Den Etappensieg sicherte sich Jesús Herrada (Cofidis) aus der Ausreißergruppe. Sepp Kuss (Jumbo-Visma) verteidigte das Rote Trikot.

## Streckenführung
Nach dem Start in Lerma führte die Strecke auf einem Hochplateau in Richtung Osten, wobei nur wenige Höhenmeter überwunden werden mussten. Nachdem Nebreda, Santo Domingo de Silos und Salas de los Infantes durchfahren worden waren, erreichten die Fahrer die Sierra de Cebollera. Über Duruelo de la Sierra ging es weiter nach Vinuesa, ehe der Embalse de la Cuerda del Pozo im Uhrzeigersinn umrundet wurde. Bei der zweiten Durchfahrung von Vinuesa wurde nach 145 Kilometer der einzige Zwischensprint ausgefahren, bei dem zugleich Bonussekunden für die Gesamtwertung vergeben wurden. Im Anschluss drehte die Fahrtrichtung gen Norden und die Straße begann allmählich leicht anzusteigen.
Die letzten 6,5 Kilometer führten mit einer durchschnittlichen Steigung von 6,8 % zu der Laguna Negra de Urbión, die auf einer Höhe von 1730 Metern liegt. Auf der südlicheren Auffahrt wechselten sich auf den ersten fünf Kilometern steilere mit flacheren Kilometern ab, wobei die Kilometerschnitte nie im zweistelligen Bereich lagen. Beim Paso de la Serrá änderte sich die Charakteristik des Anstiegs rund eineinhalb Kilometer vor dem Ziel. Die Steigungsprozente lagen bei mehr als 10 %, wobei Rampen von bis zu 14 % erreicht wurden. Im Ziel wurde eine Bergwertung der 1. Kategorie abgenommen.
|                            | Ort                    | Kilometer | Länge (km) | Höhe (m) | Ø Steigung |
| -------------------------- | ---------------------- | --------- | ---------- | -------- | ---------- |
| Start                      | Lerma                  | 0,0       |            |          |            |
| Zwischensprint             | Vinuesa                | 145       |            |          |            |
| Bonussprint                | Vinuesa                | 145       |            |          |            |
| Bergwertung (2. Kategorie) | Laguna Negra de Urbión | 163,2     | 6,5        | 1730     | 6,8 %      |
| Ziel                       | Laguna Negra de Urbión | 163,2     | 6,5        | 1730     | 6,8 %      |

## Rennverlauf
Bereits vor dem offiziellen Start kam Juan Ayuso (UAE Team Emirates) zu Sturz, konnte das Rennen jedoch fortsetzen. Nachdem anfängliche Fluchtversuche nicht erfolgreich waren, löste sich rund 100 Kilometer vor dem Ziel eine 26 Fahrer große Ausreißergruppe in der folgende Mannschaften (sortiert nach dem bestplatzierten Fahrer in der Gesamtwertung) vertreten waren: Geraint Thomas, Filippo Ganna (beide Ineos Grenadiers), Rudy Molard, Romain Grégoire, Lewis Askey (alle Groupama-FDJ), Jonathan Caicedo, Andrea Piccolo (beide EF Education-EasyPost), Paul Ourselin, Alan Jousseaume (beide TotalEnergies), Luis Léon Sánchez (Astana Qazaqstan), Dorian Godon, Nicolas Prodhomme, Damien Touzé (alle AG2R Citroën), Jesús Herrada (Cofidis), Jorge Arcas (Movistar), Andreas Kron (Lotto Dstny), José Manuel Díaz, Pelayo Sánchez, Eric Antonio Fahundez (beide Burgos-BH), Łukasz Owsian (Arkéa-Samsic), Jacopo Mosca, Otto Vergaerde (beide Lidl-Trek), Joel Nicolau (Caja Rural-Seguros RGA), Jan Maas (Jayco AlUla), Julius Johansen (Intermarché-Circus-Wanty) und Sean Flynn (DSM-Firmenich). Die Gruppe fuhr einen maximalen Vorsprung von rund sechs Minuten heraus. Beim Zwischensprint in Vinuesa setzte sich Joel Nicolau vor Sean Flynn und Paul Oursin durch, wobei keiner der Fahrer eine Gefahr für Kaden Groves (Alpecin-Deceuninck), den Führenden der Punktewertung darstellte.
Am Fuß der Schlusssteigung zur Laguna Negra griff Paul Ourselin rund zehn Kilometer vor dem Ziel an und setzte sich mit einem kleinen Vorsprung von seinen ehemaligen Fluchtgefährten ab, während Filippo Ganna dahinter die Nachführarbeit gestaltete. Dem Tempodiktat des Italieners konnten mit seinem Teamkollegen Geraint Thomas, Rudy Molard, Romain Grégoire, Jonathan Caicedo, Jesús Herrada, Nicolas Prodhomme und Pelayo Sánchez nur acht Fahrer folgen. Nachdem Paul Ourselin eingeholt worden war, griff Jonthan Caicedo rund 1700 Meter vor dem Ziel in den steilen Schlussrampen an. Der Ecuadorianer konnte rasch eine Lücke herausfahren, wurde jedoch auf den letzten Metern eingeholt. Der Etappensieg ging an Jesús Herrada, der sich im Bergsprint klar vor Romain Grégoire und Andreas Kron durchsetzte. Im Hauptfeld griff Cian Uijtdebroeks (Bora-hansgrohe) noch vor dem steilsten Stück an und wurde jedoch kurz vor dem Ziel wieder eingeholt. Auch ein Zielsprint von Remco Evenepoel (Soudal Quick-Step) brachte keine Zeitabstände zwischen den Gesamtklassement-Fahrern.
Im Gesamtklassement kam es zu keinen nennenswerten Veränderungen. Zwar rückte Geraint Thomas auf den 18. Rang vor, doch sein Rückstand auf Sepp Kuss betrug weiterhin mehr als sieben Minuten. Jesús Herrada übernahm mit seinem Etappensieg die Führung in der Bergwertung, lag jedoch nur einen Punkt vor Eduardo Sepúlveda (Lotto Dstny) und zwei Punkte vor Remco Evenepoel, der nach wie vor die Nachwuchswertung anführte. In der Punktewertung führte weiterhin Kaden Groves und das Team Jumbo-Visma verteidigte die Führung in der Mannschaftswertung. José Manuel Díaz wurde zum kämpferischsten Fahrer gewählt. alle 160 Starter erreichen das Ziel.

## Ergebnis
| \| Etappenergebnis \| Etappenergebnis \| Etappenergebnis \| Etappenergebnis \| Etappenergebnis \| \| Fahrer \| Fahrer \| Land \| Team \| Zeit \| \| --------------- \| ----------------- \| ---------------------- \| --------------------- \| --------------- \| \| 1. \| Jesús Herrada \| Spanien \| Cofidis \| 3 h 29 min 17 s \| \| 2. \| Romain Grégoire \| Frankreich \| Groupama-FDJ \| + 3 s \| \| 3. \| Andreas Kron \| Dänemark \| Lotto Dstny \| + 8 s \| \| 4. \| Jonathan Caicedo \| Ecuador \| EF Education-EasyPost \| + 12 s \| \| 5. \| Geraint Thomas \| Vereinigtes Königreich \| Ineos Grenadiers \| + 19 s \| \| 6. \| Pelayo Sánchez \| Spanien \| Burgos-BH \| + 24 s \| \| 7. \| Rudy Molard \| Frankreich \| Groupama-FDJ \| + 24 s \| \| 8. \| Nicolas Prodhomme \| Frankreich \| AG2R Citroën Team \| + 27 s \| \| 9. \| Dorian Godon \| Frankreich \| AG2R Citroën Team \| + 58 s \| \| 10. \| Filippo Ganna \| Italien \| Ineos Grenadiers \| + 1 min 16 s \| |                   |                        |                       |                 |
| |                   |                        |                       |                 |
| Quelle: ProCyclingStats |                   |                        |                       |                 |
| Etappenergebnis |                   |                        |                       |                 |
| Fahrer | Fahrer            | Land                   | Team                  | Zeit            |
| 1. | Jesús Herrada     | Spanien                | Cofidis               | 3 h 29 min 17 s |
| 2. | Romain Grégoire   | Frankreich             | Groupama-FDJ          | + 3 s           |
| 3. | Andreas Kron      | Dänemark               | Lotto Dstny           | + 8 s           |
| 4. | Jonathan Caicedo  | Ecuador                | EF Education-EasyPost | + 12 s          |
| 5. | Geraint Thomas    | Vereinigtes Königreich | Ineos Grenadiers      | + 19 s          |
| 6. | Pelayo Sánchez    | Spanien                | Burgos-BH             | + 24 s          |
| 7. | Rudy Molard       | Frankreich             | Groupama-FDJ          | + 24 s          |
| 8. | Nicolas Prodhomme | Frankreich             | AG2R Citroën Team     | + 27 s          |
| 9. | Dorian Godon      | Frankreich             | AG2R Citroën Team     | + 58 s          |
| 10. | Filippo Ganna     | Italien                | Ineos Grenadiers      | + 1 min 16 s    |

## Gesamtstände
| \| Gesamtwertung \| Gesamtwertung \| Gesamtwertung \| Gesamtwertung \| Gesamtwertung \| \| Fahrer \| Fahrer \| Land \| Team \| Zeit \| \| ------------- \| ----------------- \| ------------------ \| ----------------- \| ---------------- \| \| 1. \| Sepp Kuss \| Vereinigte Staaten \| Jumbo-Visma \| 39 h 27 min 45 s \| \| 2. \| Marc Soler \| Spanien \| UAE Team Emirates \| + 26 s \| \| 3. \| Remco Evenepoel \| Belgien \| Soudal Quick-Step \| + 1 min 09 s \| \| 4. \| Primož Roglič \| Slowenien \| Jumbo-Visma \| + 1 min 36 s \| \| 5. \| Lenny Martinez \| Frankreich \| Groupama-FDJ \| + 2 min 02 s \| \| 6. \| João Almeida \| Portugal \| UAE Team Emirates \| + 2 min 16 s \| \| 7. \| Jonas Vingegaard \| Dänemark \| Jumbo-Visma \| + 2 min 22 s \| \| 8. \| Juan Ayuso \| Spanien \| UAE Team Emirates \| + 2 min 25 s \| \| 9. \| Enric Mas \| Spanien \| Movistar Team \| + 2 min 50 s \| \| 10. \| Alexander Wlassow \| Neutrales Banner \| Bora-Hansgrohe \| + 3 min 14 s \| |                   |                    |                   |                  |
| |                   |                    |                   |                  |
| Quelle: ProCyclingStats |                   |                    |                   |                  |
| Gesamtwertung |                   |                    |                   |                  |
| Fahrer | Fahrer            | Land               | Team              | Zeit             |
| 1. | Sepp Kuss         | Vereinigte Staaten | Jumbo-Visma       | 39 h 27 min 45 s |
| 2. | Marc Soler        | Spanien            | UAE Team Emirates | + 26 s           |
| 3. | Remco Evenepoel   | Belgien            | Soudal Quick-Step | + 1 min 09 s     |
| 4. | Primož Roglič     | Slowenien          | Jumbo-Visma       | + 1 min 36 s     |
| 5. | Lenny Martinez    | Frankreich         | Groupama-FDJ      | + 2 min 02 s     |
| 6. | João Almeida      | Portugal           | UAE Team Emirates | + 2 min 16 s     |
| 7. | Jonas Vingegaard  | Dänemark           | Jumbo-Visma       | + 2 min 22 s     |
| 8. | Juan Ayuso        | Spanien            | UAE Team Emirates | + 2 min 25 s     |
| 9. | Enric Mas         | Spanien            | Movistar Team     | + 2 min 50 s     |
| 10. | Alexander Wlassow | Neutrales Banner   | Bora-Hansgrohe    | + 3 min 14 s     |

| Punktewertung | Punktewertung           | Punktewertung | Punktewertung         | Punktewertung |
| Fahrer        | Fahrer                  | Land          | Team                  | Punkte        |
| ------------- | ----------------------- | ------------- | --------------------- | ------------- |
| 1.            | Kaden Groves            | Australien    | Alpecin-Deceuninck    | 158 P.        |
| 2.            | Andreas Kron            | Dänemark      | Lotto Dstny           | 82 P.         |
| 3.            | Remco Evenepoel         | Belgien       | Soudal Quick-Step     | 79 P.         |
| 4.            | Marc Soler              | Spanien       | UAE Team Emirates     | 73 P.         |
| 5.            | Andrea Vendrame         | Italien       | AG2R Citroën Team     | 66 P.         |
| 6.            | Geoffrey Soupe          | Frankreich    | TotalEnergies         | 61 P.         |
| 7.            | Filippo Ganna           | Italien       | Ineos Grenadiers      | 59 P.         |
| 8.            | Marijn van den Berg     | Niederlande   | EF Education-EasyPost | 57 P.         |
| 9.            | Edward Theuns           | Belgien       | Lidl-Trek             | 55 P.         |
| 10.           | Amanuel Ghebreigzabhier | Eritrea       | Lidl-Trek             | 52 P.         |

| Bergwertung | Bergwertung       | Bergwertung        | Bergwertung        | Bergwertung |
| Fahrer      | Fahrer            | Land               | Team               | Punkte      |
| ----------- | ----------------- | ------------------ | ------------------ | ----------- |
| 1.          | Jesús Herrada     | Spanien            | Cofidis            | 22 P.       |
| 2.          | Eduardo Sepúlveda | Argentinien        | Lotto Dstny        | 21 P.       |
| 3.          | Remco Evenepoel   | Belgien            | Soudal Quick-Step  | 20 P.       |
| 4.          | Matteo Sobrero    | Italien            | Team Jayco AlUla   | 11 P.       |
| 5.          | Sepp Kuss         | Vereinigte Staaten | Jumbo-Visma        | 10 P.       |
| 6.          | Lennard Kämna     | Deutschland        | Bora-Hansgrohe     | 10 P.       |
| 7.          | Andreas Kron      | Dänemark           | Lotto Dstny        | 10 P.       |
| 8.          | Jonas Vingegaard  | Dänemark           | Jumbo-Visma        | 10 P.       |
| 9.          | Damiano Caruso    | Italien            | Bahrain Victorious | 9 P.        |
| 10.         | Primož Roglič     | Slowenien          | Jumbo-Visma        | 8 P.        |

| Nachwuchswertung | Nachwuchswertung  | Nachwuchswertung | Nachwuchswertung   | Nachwuchswertung |
| Fahrer           | Fahrer            | Land             | Team               | Zeit             |
| ---------------- | ----------------- | ---------------- | ------------------ | ---------------- |
| 1.               | Remco Evenepoel   | Belgien          | Soudal Quick-Step  | 39 h 28 min 54 s |
| 2.               | Lenny Martinez    | Frankreich       | Groupama-FDJ       | + 53 s           |
| 3.               | João Almeida      | Portugal         | UAE Team Emirates  | + 1 min 07 s     |
| 4.               | Juan Ayuso        | Spanien          | UAE Team Emirates  | + 1 min 16 s     |
| 5.               | Cian Uijtdebroeks | Belgien          | Bora-Hansgrohe     | + 4 min 07 s     |
| 6.               | Santiago Buitrago | Kolumbien        | Bahrain Victorious | + 5 min 28 s     |
| 7.               | Einer Rubio       | Kolumbien        | Movistar Team      | + 5 min 28 s     |
| 8.               | Attila Valter     | Ungarn           | Jumbo-Visma        | + 12 min 51 s    |
| 9.               | Antonio Tiberi    | Italien          | Bahrain Victorious | + 25 min 19 s    |
| 10.              | Michel Ries       | Luxemburg        | Arkéa-Samsic       | + 37 min 24 s    |

| Mannschaftswertung | Mannschaftswertung    | Mannschaftswertung           | Mannschaftswertung |
| Team               | Team                  | Land                         | Zeit               |
| ------------------ | --------------------- | ---------------------------- | ------------------ |
| 1.                 | Jumbo-Visma           | Niederlande                  | 11 h 48 min 05 s   |
| 2.                 | UAE Team Emirates     | Vereinigte Arabische Emirate | + 57 s             |
| 3.                 | Bahrain Victorious    | Bahrain                      | + 7 min 27 s       |
| 4.                 | Bora-Hansgrohe        | Deutschland                  | + 10 min 06 s      |
| 5.                 | Movistar Team         | Spanien                      | + 25 min 54 s      |
| 6.                 | Ineos Grenadiers      | Vereinigtes Königreich       | + 35 min 36 s      |
| 7.                 | Soudal Quick-Step     | Belgien                      | + 38 min 47 s      |
| 8.                 | Groupama-FDJ          | Frankreich                   | + 38 min 56 s      |
| 9.                 | EF Education-EasyPost | Vereinigte Staaten           | + 47 min 54 s      |
| 10.                | TotalEnergies         | Frankreich                   | + 1 h 00 min 02 s  |